# Seututie 566
Pour les articles homonymes, voir Route 566.
La route régionale 566 (finnois : Seututie 566) est une route régionale allant de Riistavesi à Kuopio jusqu'au centre de Kaavi en Finlande,,.

## Présentation
La seututie 566 est une route régionale de Savonie du Nord.

## Parcours
- Riistavesi
- Järvenpää
- Pyöräkkä
- Rasinmäki
- Räsälänkylä
- Kaavi